# Piscola
La piscola également appelée cocktail national, est un cocktail populaire chilien composé d'un mélange de pisco et d'une boisson gazeuse (de préférence du Coca-Cola ou du Pepsi). Certaines personnes préfèrent le boire avec des boissons blanches, et sont appelées blanca lorsqu'elles en commandent une dans un pub ou une discothèque. Il peut également être consommé avec de l'eau tonique, prenant alors le nom de Pistón. C'est l'une des boissons alcoolisées les plus populaires, les plus consommées et les plus représentatives du Chili, en raison de son faible coût, qui dépend de la qualité du pisco, et de sa facilité de préparation.

## Variante
Au fil des ans, elle est devenue aussi populaire que d'autres boissons alcoolisées, telles que la bière, la chicha, le rhum, le vin et le whisky. À tel point qu'il est devenu habituel de vendre le pisco en promotion avec une boisson, populairement appelée promo, que l'on trouve dans les points de vente d'alcool autorisés du pays. Une promo peut comprendre une bouteille de pisco de 750 ml (promo normale), une bouteille de 1 000 ml (promo express) ou, à partir de 2020, une bouteille de 1 500 ml (promo monstre).

## Préparation
En termes de préparation, il ressemble au Cuba libre (qui au Chili est connu sous le nom de « Roncola »). Servi dans un grand verre, le rapport entre le pisco et le coca dépend du goût de chacun. Certains n'ajoutent qu'une touche de couleur au pisco, soit un rapport d'environ 2:1 (cabezona o té, que seuls les plus grands buveurs font), mais la plupart le servent dans un rapport de 1:2, 1:3 (traditionnel) ou même 1:5 (piscola suave).
Il est généralement accompagné de deux ou trois glaçons, le pisco est servi en premier et ensuite le coca (il peut également être mélangé avec du citron vert ou du soda au gingembre, selon le goût du buveur). Lors d'occasions plus formelles, des tranches de citron sont ajoutées à la piscola.

## Journée nationale de la Piscola
Depuis 2003, la « journée nationale de la piscola » est célébrée au Chili le 8 février, une date établie par les producteurs nationaux de pisco comme mesure de promotion du pisco chilien,.